# Macky Sall
Macky Sall (Fatick, 11 de dezembro de 1961) é um político senegalês, presidente do Senegal entre 2012 e 2024. Foi primeiro-ministro do Senegal entre julho de 2004 e junho de 2007 e foi presidente da Assembleia Nacional do país de junho de 2007 a novembro de 2008.
Foi eleito presidente do Senegal na 2ª volta das eleições presidenciais realizadas em 25 de Março de 2012.

## Biografia
Foi membro do Partido Democrático Senegalês (PDS). Depois de desentendimentos com o Presidente Abdoulaye Wade, foi retirado da Presidência do Legislativo senegalês pelo PDS em novembro de 2008. Consequentemente, passou para a oposição ao Governo de Wade e fundou o próprio partido: a Aliança pela República (APR).
Em fevereiro de 2012, surpreendeu durante as eleições presidenciais daquele ano, ao passar para o segundo turno das eleições junto com o Presidente Abdoulaye Wade, em um pleito que analistas consideravam o Presidente Wade virtualmente eleito para um terceiro mandato.
A 23 de maio de 2017, foi agraciado com o Grande-Colar da Ordem do Infante D. Henrique, de Portugal, por ocasião da visita do Presidente Marcelo Rebelo de Sousa ao Senegal.